# 川島町川島
川島町川島（かわしまちょうかわしま）は、徳島県吉野川市の大字。郵便番号は〒779-3301。

## 地理
吉野川市の北部に位置。西および北西は桑村川や吉野川を隔てて川島町宮島、北は吉野川を隔てて阿波市、東と南は川島町桑村に接する。
北部の山城は吉野川指定史跡の川島城址で、現在は川島公園となっている。

### 河川
- 吉野川
- 桑村川

### 小字
- 王子
- 岡山
- 春日北
- 城北東
- 城山
- 前田
- 町西北
- 町東

## 歴史
- 2004年（平成16年）10月1日 - 麻植郡川島町が鴨島町・山川町・美郷村と合併して吉野川市となり、現在の町名となる。

## 施設

阿波吉野川警察署

- 阿波吉野川警察署
- 吉野川簡易裁判所
- 川島公園
  - 川島城址
  - 川島神社
  - 真福寺

## 交通

### 鉄道

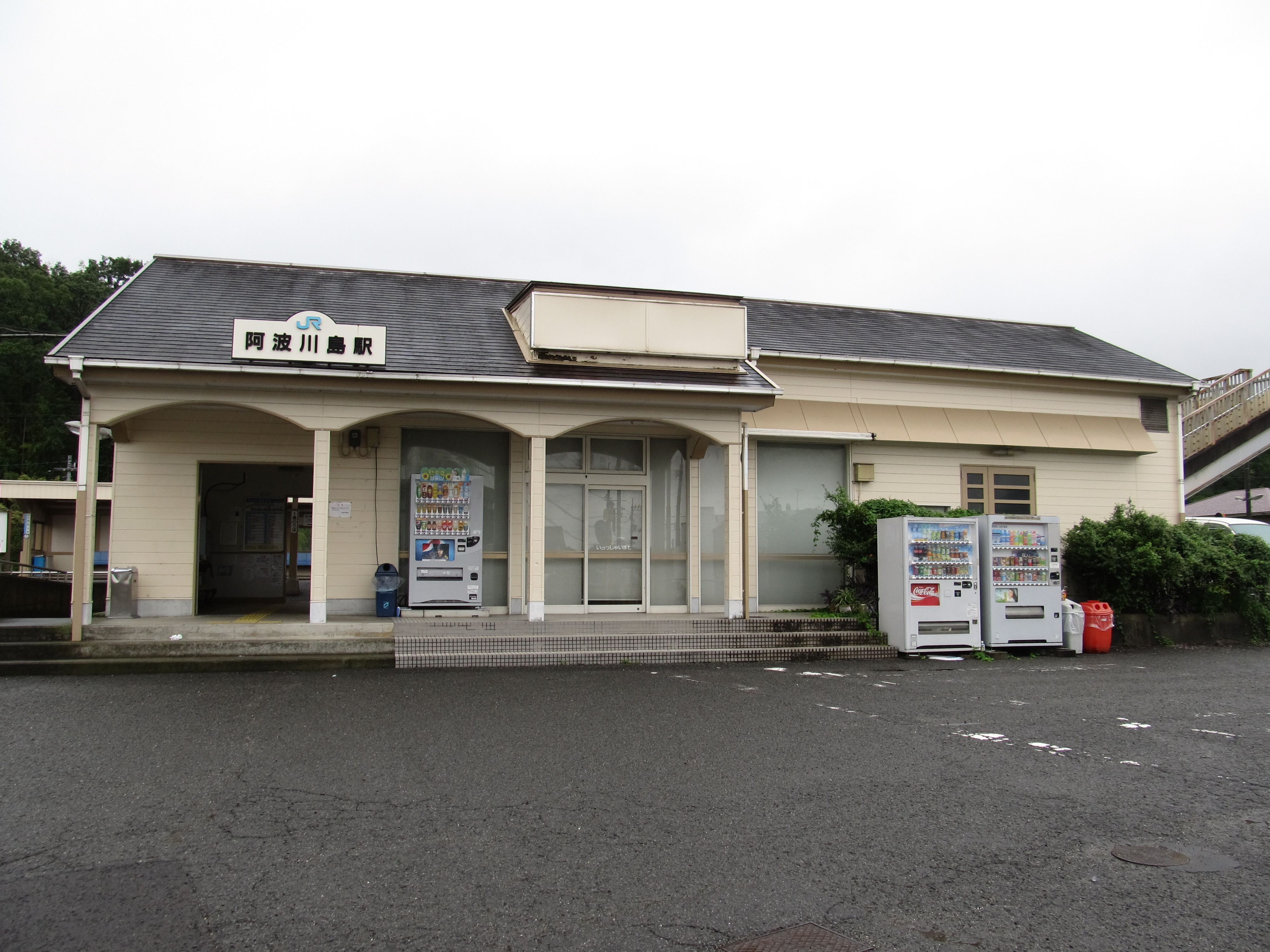
阿波川島駅

四国旅客鉄道（JR四国）徳島線が通り、阿波川島駅が設置されている。

### 道路
国道
- 国道192号

都道府県道
- 香川県道・徳島県道2号津田川島線
- 徳島県道43号神山川島線
- 徳島県道156号阿波川島停車場線
- 徳島県道244号山川川島線